# 龙岭镇 (赣州市)
龙岭镇，是中华人民共和国江西省赣州市南康区下辖的一个乡镇级行政单位。

## 行政区划
龙岭镇下辖以下地区：
金龙社区、樟桥村、龙岭村、黎边村、下棚村、丘边村、汪背村、贝山村、王村、清田村、李源村、卫上村、秀峰村、新屋村和向阳村。